# Coronel João Sá
Coronel João Sá – miasto i gmina w Brazylii, w stanie Bahia. Znajduje się w mezoregionie Nordeste Baiano i mikroregionie Jeremoabo.